# 栗橋城
栗橋城（くりはしじょう）は、茨城県猿島郡五霞町元栗橋地内、法宣寺の西から南西（下総国葛飾郡）にあった古河公方ゆかりの日本の城。現在は五霞町指定史跡。

## 歴史
室町時代あるいは戦国時代に古河公方家重臣・野田氏の居城になって、古河城の支城網を形成した。野田氏は鎌倉公方奉公衆かつ古河城の城主だったが、享徳4年（1455年）、第5代鎌倉公方・足利成氏が古河城に移座した後、自身は栗橋城に移って、古河公方となった成氏を支え続けた。しかし永禄年間（1558-1570年）、城主が野田景範のときに後北条氏により城は接収され、永禄4年、北条氏照が栗橋城に入城した可能性が高いとされる。その後は氏照の北関東攻略の拠点となっている。このとき野田氏は北条氏の傘下に組み入れられたと考えられる。ただし、第5代古河公方足利義氏がしばしば栗橋城に滞在している記録（天正5年から同9年までの5年間を見ると、栗橋在城の期間の方が長い）が確認できることから、この時期の古河公方は古河城と栗橋城の両本拠地体制になっており、氏照は城代の立場を越えるものではなかったとする説もある。
栗橋城は古河公方の古河城、および公方重臣・簗田氏の関宿城・水海城と同様に河川沿いに立地しており、奥大道（鎌倉街道中道）とも接続した水陸交通の要衝だった。さらに、この城の位置は中世関東の「二大河川水系」連結点でもあった。二大河川とは、常陸川水系、および、旧利根川・渡良瀬川（太日川）水系で、当時の常陸川は現在の利根川下流域・霞ヶ浦・北浦・太平洋につながり、旧利根川・渡良瀬川は現在の東京湾につながって、両水系は独立していた。この二大河川水系の連結のため、旧利根川・渡良瀬川に接する古河と元栗橋（栗橋城）、および、常陸川に接する水海（水海城）と関宿（関宿城）にて荷物を積み替えて、両方の港津間を陸送するルートが用いられたと考えられており、栗橋城はこの水陸交通網の一端を担っていた。
天正18年 (1590年)、豊臣秀吉の小田原征伐後に徳川家康の家臣・小笠原秀政が古河藩に入部した際には、古河城修復の間、秀政は本城を居城としたが、修復が終わり古河城に移った後は廃城となった。

## 構造

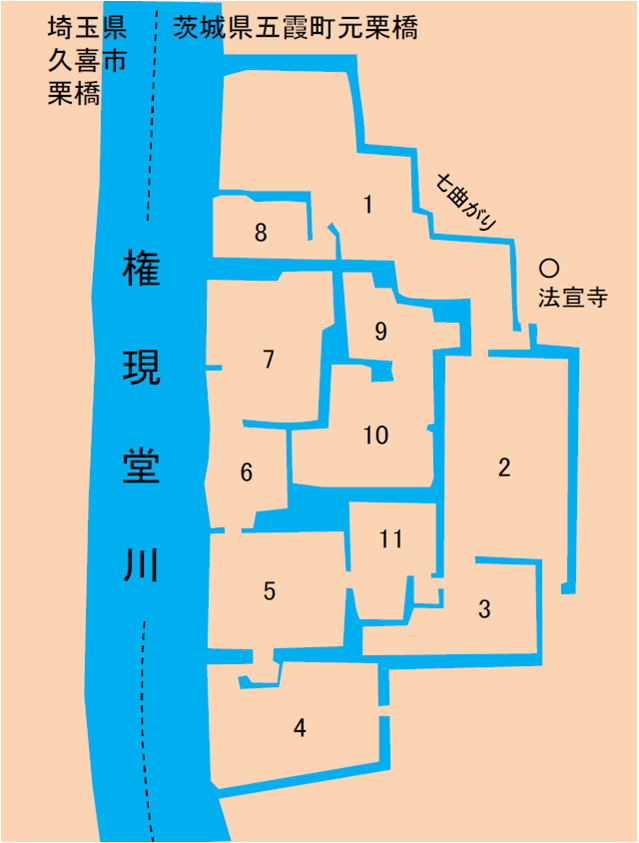
栗橋城概略図（『城築規範』による）

江戸時代に赤松宗旦が著した地誌『利根川図志』の巻二に「古河城旧址」として、この城が紹介されている。江戸時代初期（元和7年頃）に、権現堂川（現在の行幸湖）を掘ったため、城跡が分断されたとしている。城跡のうち権現堂川東岸には「本城」、「榎曲輪」、「七曲り」などが記されており、「七曲り」内側の近くに「愛宕若宮八幡社」があるとも紹介されている 。
近年、『城築規範』にある「栗橋城図」と現地調査の結果から、後北条氏時代の詳細な構造が推定されている。城域は東西300m、南北500mにわたり、11の曲輪から構成された。外郭は第1から第4曲輪、内郭は第5から第11曲輪であった。特に第6,7,9,10 の4つの曲輪が中枢部である。第7曲輪が本丸と考えられているが、これは『利根川図志』とも矛盾しない。『利根川図志』にある「榎曲輪」は第5曲輪である。本調査結果では、城域は権現堂川東岸（五霞町側）にのみ展開し、『利根川図志』の記述と異なって西岸は含まれなかったと考えられている。

## 遺構
東部の遺構が比較的状態がよく、五霞町・法宣寺裏手・西側から西北側には『利根川図志』で「七曲り」と称せられた堀跡が現存。法宣寺南側の民家周辺にも堀跡が残る。郭には土塁も残る。一方、内郭など中心部は耕地や民家に変わっている。
『利根川図誌』によれば、城跡は五霞町元栗橋と埼玉県久喜市栗橋にまたがり、川によって2つに分かれているが、現在、権現堂川西岸の埼玉県側遺構は壊滅状態で確認できない。前述の通り、西岸に城域は展開していなかったとする見解もある。